# 德里克·约瑟夫
德里克·约瑟夫 (1945年11月13日—2021年7月29日) 是一名亚美尼亚人出身的巴基斯坦军官，也是1971年印巴战争的老兵之一。约瑟夫于1969年加入巴基斯坦陆军，后来参加了1971年的印巴战争，摧毁了7辆印军坦克。他因在战争中的行为而被授予勇气之火勋章。战后，约瑟夫选择去阿联酋陆军服役，在那里他服役了三年，然后返回巴基斯坦。他以中校军衔中退役。他于2021年7月29日在白沙瓦去世。

## 早年生活
约瑟夫于1945年11月13日出生在英属印度西北边境省的白沙瓦。他的兄弟邓尼·约瑟夫是当地爱德华学院的退休教授，他说，他们一家从亚美尼亚来到阿富汗，并在喀布尔和楠格哈尔省待过，后来在英国军队从阿富汗撤出后搬到了英属印度。约瑟夫的家人于1890年抵达当时的西北边境省的首府白沙瓦(现在称为开伯尔-普赫图赫瓦省)，从那时起一直呆在那里。德里克·约瑟夫的父亲保罗·约瑟夫博士是白沙瓦基督教教会医院的一名普通外科医生，他的母亲曾在多所大学教英语。

## 军事生涯
约瑟夫于1969年4月20日受命加入巴基斯坦军队，后来参加了1971年的印巴战争。在战争期间，他摧毁了七辆印军坦克，并因其英勇而被授予勇气之火勋章。

## 人物评价
约瑟夫中校的朋友准将穆罕默德·萨德准将说，考虑到约瑟夫中校的能力，他显然会晋升为将军。但约瑟夫没有去奎达的指挥参谋学院深造，而是离开了巴基斯坦，加入了阿拉伯联合酋长国军队服役。最后以中校军衔退役。

## 死亡
德里克·约瑟夫于2021年7月29日在他的出生地白沙瓦去世。他被隆重地安葬在一个军事墓地，当地基督教教会和驻军派代表和仪仗队参加了他的安葬仪式。一些巴基斯坦退役军人和公务员称约瑟夫是一名勇敢的士兵，并对他的逝世表示哀悼。